# Ljubiša Stefanović
Ljubiša Stefanović - em sérvio, Љубиша Стефановић (4 de janeiro de 1910 - 17 de maio de 1978) - foi um futebolista iugoslavo. Ele competiu na Copa do Mundo de 1930, sediada no Uruguai, na qual a Iugoslávia terminou na quarta colocação dentre os treze participantes.